# Loma (Liberia)
Para otros usos de la palabra, véase Loma (desambiguación).
El pueblo Loma, a veces llamado Loghoma, Looma, Lorma o Toma, es una etnia de África occidental que vive principalmente en regiones montañosas y escasamente pobladas cerca de la frontera entre Guinea y Liberia. Su población se estimó en 330.000 en los dos países en 2010. Están estrechamente relacionados con el pueblo Mendé.
Los loma hablan una lengua de la rama suroeste de las lenguas mandé, perteneciente a la familia de lenguas Níger-Congo. El idioma es similar a los idiomas kpelle, mendé, vai y bandi. Los Loma se refieren a su idioma como Löömàgòòi [lɔːmàɡòːi] o Löghömàgòòi [lɔɣɔmàɡòːi] ). El pueblo Loma, liderado por Wido Zobo y asistido por un tejedor Loma llamado Moriba, desarrolló una escritura para su idioma en la década de 1930. Este guion de escritura contiene al menos 185 caracteres.
Los Mandinga, Koniaka y Kissi se refieren a la Loma como Toma. Los Loma se refieren a sí mismos como Löömàgìtì ( IPA: [lɔːmàɡìtì] , o Löghömagiti [lɔɣɔmaɡiti] en Guinea). Han conservado su religión tradicional y han resistido a las yihads islámicas. El pueblo loma calificó el conflicto religioso con el pueblo mandinga como una "guerra continua" histórica.
El pueblo de Loma se destaca por sus grandes máscaras de madera que fusionan motivos sincréticos de animales y humanos. Estas máscaras han sido parte de sus ritos de iniciación secretos de Poro . Las máscaras más grandes miden alrededor de seis pies de alto, contienen adornos de plumas y Loma cree que tienen espíritus del bosque.
El pueblo de Loma cultiva arroz, pero en granjas itinerantes. Son personas exógamas, con organización social patrilineal en cuestiones relacionadas con la herencia, sucesión y afiliaciones de linaje con regla de matrimonio único. Son comunes las familias conjuntas o comunidades virilocales, en las que las familias de hermanos se asientan cerca unas de otras.
Al pueblo Loma también se le conoce como Buzi, Buzzi, Logoma, Toale, Toali, Toa o Tooma.

## Patronímicos de Loma
| Apellidos de Loma | - Bamavogui - Bassingui - Bavogui (Gbavogui) - Béavogui - Billivogui - Bolivogui - Dopagui - Dopavogui - Falivogui - Foniwogui - Grovogui - Guilavogui - Goépogui - Golovogui - Gouavogui - Honivogui - Inapogui - Kalivogui - Kebawogui - Koévogui - Koivogui - Koropogui - Kovogui - Kovoigui - Koyavogui - Kpakpavogui - Lenogui - Monpagui - Nikavogui - Oivogui - Onépogui - Onipogui - Onivogui - Pamavogui - Papavogui - Poévogui - Povogui - Sakouvogui - Sakovogui - Sampogui - Savogui - Sedepogui - Sevogui - Sivogui - Soivogui - Solopogui - Solovogui - Somopogui - Soropogui - Sorovogui - Sovogui - Sovoïgui - Sowogui - Sympogui (Simpogui) - Toulouvogui - Toupouvogui - Zoumanigui |

## Gente notable de Loma
- Louis Lansana Beavogui, ex primer ministro de Guinea de 1972 a 1984
- Josuha Guilavogui, futbolista francés
- Morgan Guilavogui, futbolista francés